# So What (песня Пинк)
«So What» — это песня, написанная американской поп-рок певицей Pink, Максом Мартином и Shellback. Она стала первым синглом с пятого студийного альбома Pink Funhouse.
«So What» была исполнена Pink на 2008 MTV Video Music Awards 7 сентября 2008 и впоследствии использовалась, чтобы прорекламировать 2008 MTV Video Music Awards Latin America. Pink исполнила «So What» на MTV Europe Music Awards 2008 6 ноября 2008. В сентябре 2008 песня стала первым сольным хитом номер один Pink в США. Она также достигла первой позиции и в других 25 странах. Это четвёртая песня, которая занимала первое место во всех четырёх главных музыкальных рынках.
Это единственная песня, использованная в музыкальных играх Lego Rock Band и Dance Dance Revolution. Она также фигурирует как загружаемая песня в Guitar Hero: World Tour и SingStar. В DS версии Band Hero песня доступна в популярном приложении для iPhone/iPod Touch Tap Tap Revenge 3 (вместе с другим треком певицы Get the Party Started).

## Предпосылки
Песня была написана Pink, Максом Мартином и Shellback. Макс Мартин не только стал соавтором, но и продюсировал трек. Pink и Мартин написали песни с предыдущего альбома Pink, включая американские топ-10 хиты Who Knew и U + Ur Hand. В интервью певица заявила, что песня не автобиографичная, правдивы в ней всего лишь несколько аспектов. После воссоединения со своим мужем Кори Хартом в мае 2009, Pink сказала на шоу Эллен, что ей показалось «забавным» исполнять песню, когда он был в аудитории, а ему особенно понравилось в номере место, где она поёт строчку «You’re a tool».
Песня должна была выйти на радио в Штатах раньше релиза. Так как песня просочилась в интернет, La Face Records решил выпустить песню на радио 18 августа 2008, а также её цифровую версию. Трек был выпущен на американском CHR 18 августа 2008. В цифровом формате он вышел на американском iTunes 19 августа 2008, и 2 сентября достиг #1 в магазине. Трек также достиг пика на iTunes Canada, но их проинструктировал SonyBMG, чтобы они не проигрывали её запись из-за международного эмбарго на треке.
Тем временем в Австралии песня начала попадать в эфир с 7 августа и сразу же получила высокую ротацию одновременно на двух кабельных каналах: Austereo и DMG Radio Australia. В Нью-Йорке WHTZ «Z100» поставили запись на утреннем шоу в 8:45 утра на Elvis Duran и the Morning Zoo из-за большого спроса. В Великобритании песня была выпущена 29 сентября 2008.
Были вопросы о том, имела ли Pink что-то против певицы Джессики Симпсон, так как это был уже второй раз, когда Симпсон негативно отзывалась о сингле Pink (в первый раз это был трек «Stupid Girls»). Pink потом ответила по данному вопросу — «Все думают, что я поливаю грязью Джессику Симпсон, но самом деле это не так, по сути я говорю, что она круче меня, потому что официант забирает мой столик и отдает его ей». Pink сначала собиралась использовать «Пилот хотел забрать мой самолёт и отдать его Хейли Дафф», но это не было бы так смешно.
Песня была исполнена групповым номером из 13 человек в финальном сезоне восьмого сезона American Idol.
Эллисон Ираэта, финалистка восьмого сезона American Idol, исполнила песню во время American Idols LIVE! Tour 2009.

## Отзывы критиков
Трек «So What» был хорошо воспринят сайтом Popjustice, оставившим на него позитивный отзыв. Popjustice назвал песню «очень удивительной».
Крис Вилльямс из Billboard также дал треку позитивные отзывы, наслаждаясь «ненасытными мелодичными куплетами, предназначенных для пения хором в огромной машине, и хоровым возбуждением после припева с поднятыми вверх кулаками». Он назвал его «неотразимой звуковой гаммой, которая изменяет слушателей в сторону звезд рока, поющих песни о собственном разрыве». Райан Дамбл из Blender дал «So What» 3 из 5 звезд, прокомментировав: «Оскорбления немного преждевременны („Я просто супер, а ты — тупица!“), но есть вуайеристический интерес к треку».
Американский развлекательный веб-сайт Digital Spy также похвалил песню, назвав её «упакованной с враждебным отношением» и «ужасно притягательной». Они дали ей 5/5 звезд, и позже поместили её в чарт как топ-сингл 2008 года. Guide дал позитивный отзыв, сказав: «Произносимое нараспев вступление отбрасывает воинственный ритм и припев, который подходит, чтобы поднимать кулаки вверх». About.com похвалил трек, примечая что песня — хорошее возвращение для певицы: «Pink вернулась и не игнорируема». Песня была на 29 строке в списке Rolling Stone 100 лучших песен 2008 года.
Критик из Time Джош Тирэнгил назвал её #2 песней 2008 года.
Top 40 Videos of 2008 на VH1 поставил «So What» #3 в их списке.
Однако было и несколько негативных отзывов. The New York Times назвал песню «небрежной». AV Club из The Onion высказался о песне: «такая ревущая и плохая, что касается Funhouse, то он походит на дохлый номер с самого начала».
Песня была заставкой в Касл. Её снова поставили позже в эпизоде как рингтон сотового жертвы, который выявил место нахождения её трупа для полиции.

### Награды
«So What» была номинирована на 51-й церемонии «Грэмми» в категории «Лучшее женское вокальное поп-исполнение» среди таких песен, как: «Chasing Pavements», исполненной Адель, «Love Song», исполненной Сарой Бареллис, «Mercy», исполненной Даффи, «I Kissed a Girl», исполненной Кэти Перри и «Bleeding Love», исполненной Леоной Льюис. В итоге трек Pink уступил композиции «Chasing Pavements».
«So What» выиграла награду MTV в категории «Самый прилипчивый трек». Она также была номинирована в категории «Лучшее Женское Видео» на MTV Video Music Awards 2009 бок о бок с «You Belong With Me» исполненной Тейлор Свифт, «Single Ladies (Put a Ring on It)», исполненной Бейонсе, «My Life Would Suck Without You», исполненной Келли Кларксон, «Hot N Cold», исполненной Кэти Перри и «Poker Face», исполненной Lady Gaga. Её победила «You Belong With Me» с большим спором.

## Появление в чарте
«So What» дебютировала на #9 в Billboard в Hot 100 26 августа 2008, став для Pink наивысшим дебютом в чарте. Песня достигла пика на #1 16 сентября, став её первым соло #1, и вторым всеобъемлющим после «Lady Marmalade», в сотрудничестве с Кристиной Агилерой, Mýa и Lil' Kim. Это девятый хит топ-10 Pink в чарте, и её третий подряд. На первой же неделе песня дебютировала на #4 в чарте Hot Digital Songs с продажами 116,611 цифровых копий, поднявшись к #2 в чарте на следующей неделе. Он был распродан более 3 миллионами копиями в США на сегодняшнюю дату. 3 октября 2008 «So What» прыгнула, чтобы залезть в верхушку Hot 100, скинув сингл T.I «Whatever You Like» с верхушки на две недели. Она также достигла пика на #1 в Digital Track Chart и the Digital Songs Chart. Трек также был хорошо принят на танцевальном радио в США, где она стала номер один в чарте Hot Dance Airplay по результатам 6 декабря 2008, став для Pink её вторым синглом номер один Dance Airplay с 10 февраля 2007, где она впервые достигла этой вершины с «U + Ur Hand». «So What» попал в верхушку Adult Top 40 в Billboard 20 декабря 2008, став для Pink её вторым #1.
«So What» достигла пика на #1 в Canadian Hot 100 и оставалась на верхушке чарта 4 недели подряд.
Песня стартовала на #1 в ARIA Digital Chart и дебютировал на #4 в ARIA Singles Chart, достигнув #1 21 сентября. Она также получила статус Платинового с продажами 140,000. Это 4-й #1 Pink в Австралии.. Песня достигла пика на #1 в Australian Airplay Chart, и оставалась там 3 недели, and is the first of 5 consecutive #1 radio airplay hits in Australia.
В Швеции самый высокий дебют был на #9, и поднялся до #2, получив самые высокие строки в чарте. В других скандинавских странах она также дебютировала в Дании на #14 и в Финляндии дебютировала на #13. В Нидерландах песня дебютировала на #28 в официальном чарте Dutch Top 40, где она достигла пика на #4.
В Бельгии «So What» дебютировала на #48 в Flanders и на #32 в Wallonia, и в комбинированном чарте на #36. На следующих неделях «So What» поднялась до 4 строки в Flanders.
Также в Австрии она дебютировала на #14 в Austrian Top 75, but но выпала из чарта на второй неделе. Несколькими неделями позже она вернулась в Austrian chart и там достигла пика на #1.
Она достигла #1 в новозеландском чарте RIANZ, став её первым номер один со времени «Don't Let Me Get Me» в 2002 и первая страна, где «So What» стала номер один. «So What» провела пять недель подряд на первой строке в Новой Зеландии и получил статус Золотого после 8 недель подряд с продажами 7,500+. Она стада её четвёртым номером 1 в Новой Зеландии на сегодняшний момент. После 22 недель чарта, «So What» получила статус Платинового, продав 15,000 копий.
28 сентября 2008, песня вошла в UK Singles Chart на #38, основываясь только на цифровых загрузках по состоянию продаж. После физического релиза песни, на следующей неделе «So What» скинула песню «Sex On Fire» группы Kings of Leon с первой строки, и был побежедна вернувшимися треками Oasis («The Shock of the Lightning») и Boyzone («Love You Anyway»). «So What» — это второй сольный сингл номер один в Великобритании, первый был «Just Like a Pill» в общем и целом, включая «Lady Mamalade». Она также установила рекорд за самый большой прыжок к номеру один в топ- 40, так как перепрыгнула с 37 на 1 строку, победив прошлогодний прыжок с 34 строки Sugababes с «About You Now». Она был распродан 4,096 единицами, когда дебютировала 38 строкой после дня цифровых продаж. Он был распродан за первую неделю 53,264 копиями, которые являются третьими самыми большими продажами #1 в Великобритании в 2008 году. Только Duffy продала больше с «Mercy» (53,594) и Estelle с «American Boy» (60,497). На второй неделе она была распродана 44,037 копиями. На третьей и четвёртой неделях в общем, продажи выросли как минимум до 44,982, принеся ей общие продажи до 146,379 на сегодняшний момент. На пятой неделе продажи перевалили через 37,986, дойдя до 184,365 единиц. Однако из-за просочившихся единиц или копий (неизвестно когда они протекли), общие продажи фактически остановились на 185,387 на сегодняшний момент, цитирует MusicWeek. На шестой неделе песня перевалила через 35,664 единиц, доведя продажи до 221,051 а потом получила Серебряную сертификацию (200,000+ продажи).
Она также стала большим синглом Pink в Великобритании на сегодняшнюю дату.
29 декабря 2008 «So What» была объявлена 14-й самой продаваемой песней в Великобритании в 2008 году с продажами около 360,000 на сегодняшний день.
«So What» вошла в German Singles Chart на #1 (три недели) 11 октября 2008, став для Pink первым соло #1 там с таким же успехом.
19 октября 2008 «So What» была объявлена #1 на третьей неделе в UK Top 40 Singles Chart.

## Клип
Дэйв Мейерс стал режиссёром клипа"So What". Pink прежде работала с ним в клипах «U + Ur Hand» и «Stupid Girls», которые заработали MTV Video Music Award в категории «Лучшее Поп Видео». Pink также работала с Мейерсом в клипах для «There You Go», «Most Girls», «You Make Me Sick», «Get the Party Started», «Don't Let Me Get Me» и треком из фильма Ангелы Чарли 2: Только вперед «Feel Good Time». Клип был показан 22 августа на FNMTV.
Видео вышло в свет 22 августа на британском музыкальном сайте Popjustice.

Pink отправила сообщение на свой сайт для фанатов о том, как она снималась в клипе: 
Если у вас КОГДА-НИБУДЬ будет шанс поводить газонокосилку по бульвару Sunset – Я советую вам это сделать. Спасибо за этот день. Я реально, реально, реально в экстазе. Клип был такой веселый... рада, что вам понравилось – Кэри тоже понравилось. Мы тронулись мозгами.Pink. Официальный сайт Pink

Разбитый скриншот, на котором показано сердце вырезанное на дереве с настоящим именем Пинк и её мужа. Второй показывает, как Пинк отрубает дерево.

Клип начинается в тату-салоне, где Pink делает себе красное тату «Void» (на руке поверх другого тату, потом сцена перемещается туда, где Pink едет по Sunset Boulevard на газонокосилке и пьёт алкоголь. Потом Pink заходит в магазин с гитарами, чтобы выбрать себе одну. Она симулирует игру, а потом пытается разбить её об землю, но её удерживает охранник магазина, с которым завязывается драка. Далее Pink отрубает дерево с её именем и мужа бензопилой. Она начинает плакать на пиле, говоря себе, что все в порядке, потом падает дерево прямо на газон соседа (его сыграл Уилл Сассо). После этого Pink сидит в баре после того, как её столик отдали Джессике Симпсон, в компании мужчины, который играет на стаканах.
(Интересный факт: картина сзади бармена — Героиня аниме «Кровь+» Дива.)
Дальше сцена передвигается к Pink на мотоцикле, тогда как рядом проезжает машина с молодоженами, они останавливаются рядом с ней, машут и улыбаются ей. С завистью и гневом на молодоженов, Pink бросается предметами в машину и лопает надувные кондомы, использованные для декорации машины, потом забирается на неё и весело (хотя и с жестокостью) штурмует машину. Потом она раздевается на красной ковровой дорожке, окружённой фотографами, она снимает куртку, что показать своё (расплывчатое) голое тело. Папарацци снимают её на камеру, когда она танцует голой как в клипе Майкла Джексона Thriller. Потом у парикмахера, её стилист распыляет лак, а Pink то и дело включает зажигалку, случайно вызвав этим пожар на голове. Также показаны двое парней, писающих в бутылки из-под вина, которые они дают Pink, однако Pink отдаёт их двух парням, идущих за ней. Они делают глоток, и до них доходит, что это, выплевывая с отвращением. В конце Pink окружена парнями и девушками в нижнем белье, увлечённых в борьбе с подушками. Потом Pink показывает язык в камеру с мужем.
Ближе к концу Pink исполняет песню на концерте. Муж Pink Кэри Харт появляется в эпизодах на всем протяжении клипа, в таких сценах, где они говорят, так же как в и газетном заголовке сзади них. Продюсер Бутч Уолкер также появляется в эпизодах. Pink заявила, что Харт не слышал песню, до того как пришёл на съёмки клипа.
Видео было выпущено 6 сентября на iTunes, и быстро перепрыгнуло на #1 в чарте iTunes меньше, чем за 24 часа со времени входа.
Клип был расценен на VH1 как 3-й самый лучший клип 2008 года в Top 40 Videos of 2008. На Facebook это был второй любимый клип 2008 года.
Сцена из видео, где горят волосы Pink, была запрещена цензурой на MTV UK и сестринских каналах. Эта сцена была замещена другими нарезками из клипа.

## Форматы и список композиций
- UK CD1

1. «So What» [Альбомная Версия] — 3:36
2. «Could’ve Had Everything» — 3:09

- UK CD2

1. «So What» [Альбомная Версия] — 3:36
2. «So What» [Instrumental] — 3:37
3. «So What» [Bimbo Jones Radio Mix] — 3:36
4. «So What» [Клип] — 3:40

- US Single

1. «So What» (Отредактированная Версия) — 3:35
2. «So What» (Главная Версия) — 3:36
3. «So What» (Bimbo Jones Radio Mix) — 3:38
4. «So What» (Bimbo Jones Full Remix) — 7:32

## История релиза
| Регион         | Дата             | Формат                                | Лейбл         |
| -------------- | ---------------- | ------------------------------------- | ------------- |
| Новая Зеландия | 15 августа 2008  | Digital download, радиоэфир           | Sony BMG      |
| Австралия      | 16 августа 2008  | Digital download, радиоэфир           | Sony BMG      |
| США            | 19 августа 2008  | Digital download, радиоэфир           | LaFace, Zomba |
| Канада         | 19 августа 2008  | Digital download, радиоэфир           | LaFace, Zomba |
| Австралия      | 20 сентября 2008 | CD                                    | Sony BMG      |
| Германия       | 26 сентября 2008 | CD сингл, digital download            | Sony BMG      |
| Швейцария      | 26 сентября 2008 | CD сингл, digital download            | Sony BMG      |
| Великобритания | 26 сентября 2008 | Digital download                      | Sony BMG      |
| Великобритания | 29 сентября 2008 | CD сингл                              | Sony BMG      |
| Япония         | 30 сентября 2008 | CD сингл, радиоэфир, digital download | Sony BMG      |

### Сертификации
| Страна         | Сертификации | Продажи   | Продажи   |
| -------------- | ------------ | --------- | --------- |
| Страна         | Сертификации | Цифровые  | Синглы    |
| Австралия      | 4хПлатина    | 280,000+  | 280,000+  |
| Европа         | -            | 3,658,000 | 3,658,000 |
| Германия       | Золото       | 150,000+  | 150,000+  |
| Новая Зеландия | Платина      | 15,000+   | 15,000+   |
| Швеция         | Золото       | 20,000    | 20,000    |
| Великобритания | Золото       | 500,000+  | 500,000+  |
| США            | 3x Платина   | 3,800,000 | 3,800,000 |
| По всему миру  | 3x Платина   | 7,814,000 | 7,814,000 |

## Чарты
| Чарт (2008)                                | Наивысшая позиция |
| ------------------------------------------ | ----------------- |
| Australian Singles Chart                   | 1                 |
| Austrian Singles Chart                     | 1                 |
| Бельгийский Ultratop Singles Chart         | 1                 |
| Canadian Hot 100                           | 1                 |
| Danish Singles Chart                       | 1                 |
| Dutch Top 40                               | 4                 |
| European Hot 100                           | 1                 |
| Finnish Singles Chart                      | 1                 |
| French Singles Chart                       | 4                 |
| German Singles Chart                       | 1                 |
| Hungarian Singles Chart                    | 1                 |
| Irish Singles Chart                        | 1                 |
| Italian Singles Chart                      | 1                 |
| Japan Hot 100                              | 1                 |
| New Zealand Singles Chart                  | 1                 |
| Norwegian Singles Chart                    | 1                 |
| Spanish Singles Chart                      | 1                 |
| Swedish Singles Chart                      | 2                 |
| Swiss Singles Chart                        | 1                 |
| Turkey Top 20 Chart                        | 1                 |
| UK Singles Chart                           | 1                 |
| Американский Billboard Hot 100             | 1                 |
| Американский Billboard Hot Dance Club Play | 1                 |
| Американский Billboard Pop 100             | 1                 |

| End of year chart (2008)          | Позиция |
| --------------------------------- | ------- |
| UK Singles Chart                  | 14      |
| ARIA Charts (2008)                | 2       |
| ARIA Charts (2009)                | 57      |
| Billboard Hot 100 Year-End Charts | 1       |
| Billboard Pop 100 Year-End Charts | 1       |

| Чарт (2000—2009)               | Наивысшая позиция |
| ------------------------------ | ----------------- |
| UK Top 100 Songs of the Decade | 94                |
| ARIA Charts                    | 6                 |